# البراض بن قيس الكناني
البَرَّاض بن قيس بن رافع بن قيس بن جُدي بن ضمرة الضَّمْري الكناني صعلوك من أهل الحجاز وفاتك جاهلي، يضرب بفتكه المثل. تبرأ منه قومه، ففارقهم مع الصعاليك. وبسببه هاجت حرب الفجار بين خندف وقيس. وإليه يشير (أبو تمام) بقوله: (كل يوم له بصرف الليالي، فتكة، مثل فتكة البّراض) وكان قد فتك بعروة الرحال بن عتبة بن جعفر بن كلاب فثارت حرب الفجار ما بين عامي 580 و590 .

## سيرته
ومن خبر فَتْكه أنَهُ كان وهو في حيَّه عَيَّاراً فاتكاً يجني الجنايات على أهله، فخَلَعه قومُه وتبرؤا من صنيعِه، ففارقهم، وقدم مكة فحالف حرب بن أمية، ثم نَبَابه المقام بمكة أيضاً، ففارقَ أرضَ الحجاز إلى أرض العراق، وقدم على النعمان بن المنذر الملك فأقام ببابه، وكان النعمان يبعث إلى عكاظ بلَطِيمة (اللطيمة - بفتح أوله - جماعة الإبل تحمل الطيب والبز وعروض التجار)
كلَّ عامٍ تُباعُ له هناك، ⦗٨٨⦘ فَقَال وعنده البراض والرحَّال - وهو عُرْوَة بن عُتْبَة بن جعفر بن كلاب، سمى رَحَّالاً لأنه كان وَفَاداً على الملوك - مَنْ يُجِيز لي لطيمتى هذه حتى يقدمها عكاظ؟ فَقَال البراض: أبَيْتَ اللعنَ أنا أجيزها على كنانة، فَقَال النعمان: ما أريد إلا رجلا يجيزها على الحيين قيس وكنانة، فَقَال عروة الرحَّال: أبَيْتَ اللعن أهذا العَيَّار الخليعُ يكمل لأن يجيز لطيمة الملك؟ أنا المجيزها على أهل الشِّيحِ والقَيصُوم من نَجْد وتهامة، فَقَال: خُذهَا، فرحل عُروة بها، وتبع البراض أثَرَه، حتى إذا صار عُروة بين ظَهْرَاتى قومه بجانب فَدَك نزلت العيرُ فأخرج البَرَّاض قِدَاحا يستقسم بها في قَتْل عُروة، فمر عروة به وقَال: ما الذي تصنع يا بَرَّاض؟ قَال: أستخبر القِدَاح في قتلى إياك فقال اسْتُكَ أضْيَقَ من ذاك، فوَثَبَ البراض بسيفه إليه فضربه ضربةً خَمَدَ منها، واستاقَ العِير، فبسببه هاجت حربُ الفِجَار بين حي خِنْدف وقيس؛ فهذه فَنَكَة البّرَّاض التي بها المثل قد سار، وقَال فيها بعضُ شعراء الإسلام:
والفَتَى من تَعَرَّفَتْهُ الليالي ... وَالفَيَافِى كَالحَيَّةِ النَّضْنَاضِ
كُلَّ يَوْمٍ له يصْرِفِ الليالي ... فَتْكَةٌ مِثْلُ فَتْكَةِ البَّراضِ